# جبل هارون
جبل هارون (بالعبرية:  הֹר הָהָר هور هاهار، «هُور الجبل»)، هو جبل النبي هارون، الواقع جنوب غرب البتراء، في الأردن.